# Do I Wanna Know?
〈Do I Wanna Know?〉는 밴드 악틱 몽키즈의 노래이다. 다섯 번째 정규 앨범 《AM》의 두 번째 싱글이다. 미국 음반 산업 협회(RIAA) 인증 플래티넘 등급과 영국 축음기 협회(BPI) 더블 플래티넘 등급을 받은 곡이다.